# Ever Feel Like Killing Your Boss?
Ever Feel Like Killing Your Boss? – debiutancki album The Feederz wydany w 1984 przez wytwórnię Flaming Banker. Nagrań dokonano w 1983 w Hyde Street Studios (San Francisco) oraz w Gabriel Engineering (Mesa)

## Lista utworów
1. "Have You Never Been Mellow?" (J. Farrar) – 2:23
2. "Imitation Of Life" (F. Discussion) – 1:40
3. "Bionic Girl" (J. Vivier, F. Discussion) – 1:11
4. "Terrorist" (F. Discussion) – 3:05
5. "Day by Day" (F. Discussion) – 0:32
6. "1984" (R. California) – 3:33
7. "Burn Warehouse Burn" (F. Discussion) – 1:43
8. "Jesus Entering from the Rear" (F. Discussion) – 3:08
9. "Games" (F. Discussion) – 2:18
10. "Subscription" (F. Discussion) – 0:39
11. "Stayfree" (F. Discussion) – 2:55
12. "Dead Bodies" (F. Discussion) – 1:26
13. "Gut Rage" (F. Discussion) – 2:07
14. "Destruction Unit" (J. Vivier, F. Discussion) – 2:35
15. "L-O-V-E (Another Damp Thing)" (F. Discussion, D. Clark) – 1:23
16. "Love In The Ruins" (F. Discussion) – 3:21
17. "F Y" (F. Discussion) – 2:56

## Skład
- Frank Discussion – śpiew, gitara
- Mark Edible – gitara basowa (1-8, 13-17)
- Darrin Henley – perkusja (1-8, 13-17)
- Clear Bob – gitara basowa (9-12)
- Art Nouveau – perkusja (9-12)

gościnnie
- Chris Olson – chórki w "Love In The Ruins"
- Gudrun Thompson – chórki w "Love In The Ruins"
- Mark Roderick – chórki w "Love In The Ruins"
- Theresa Soder – chórki w "Love In The Ruins"

produkcja
- John Liddel – mix (9-12)
- Joe Finell – nagranie (9-12)
- The Feederz – produkcja